# Česko-mongolská paleontologická expedice
Česko-mongolská paleontologická expedice měla být první z řady paleontologických expedic, které měly po vzoru polských vědců podniknout čeští paleontologové do pouště Gobi. Tato rozsáhlá oblast je proslulá významnými objevy dinosaurů i jiných živočichů z období svrchní křídy (asi před 75-70 miliony let).

## Historie
První velkou expedici do Gobi podnikli Američané, vedení Royem Chapmanem Andrewsem již ve 20. a 30. letech minulého století. Po nich přišli ve 40. letech Sověti a v 60. letech také Poláci. Všechny tyto expedice se setkaly s výrazným úspěchem a přinesly množství zajímavých objevů (včetně objevů tak známých dinosaurů, jako je Velociraptor, Protoceratops, Tarbosaurus, Therizinosaurus a mnozí další).
Česká expedice byla zahájena v roce 2006 a svůj cíl - prozkoumat předem stanovené oblasti, zaměřit lokality a prověřit podmínky práce - byl splněn. Bylo také učiněno množství zajímavých objevů, které měly být v dalších letech vyzvednuty a zpracovány. Záměrem bylo také přivézt jednu kompletní dinosauří kostru do Česka. Ta měla být vystavena v muzeu v Praze.
Expedice měla původně pokračovat v průběhu čtyř následujících sezón v letech 2006-2009, avšak kvůli organizačním průtahům a absenci spolupráce z mongolské strany se kromě první dosud žádné další výpravy nekonaly. Podle ústních informací zainteresovaných osob již byla expedice ze zmíněných důvodů definitivně ukončena. 